# Stig Gustin
Per Stig Gustin, född 9 oktober 1925 i Ulvsjön, Stöde, Medelpad, död 1 januari 2016 i Sofia församling i Stockholm, anställdes som ombudsman i FPU (Folkpartiets ungdomsförbund) 1954. Han var studiesekreterare och förbundsombudsman 1955–1957 och förbundssekreterare 1957. Skrev bl.a. FPU:s brevkurs "Känn Ditt Förbund" 1956. 1957–1964 tjänstgjorde han som organisationssekreterare i folkpartiets riksorganisation och 1964 anställdes han som organisationschef i Skattebetalarnas förening där han stannade kvar till sin pensionering 1985.
Han var också författare till boken "Rebellen från Stöde" som skildrar hans uppväxt i Ulvsjön, Medelpad och senare flytt till Stockholm. Gustin är begravd på Katarina kyrkogård i Stockholm.